# Saints-Geosmes
Saints-Geosmes é uma comuna francesa na região administrativa de Grande Leste, no departamento de Haute-Marne. Estende-se por uma área de 14,94 km². Em 2010 a comuna tinha 1 155 habitantes (densidade: 77,3 hab./km²).